# 达米亚特
达米亚特（法語：Damiatte，法語發音：[damjat]）是法国奧克西塔尼大區塔恩省的一个市镇，属于卡斯特尔区。

## 地理
达米亚特（43°39'11"N, 1°58'33"E）面积31.78 平方千米，位于法国奧克西塔尼大區塔恩省，该省份为法国南部内陆省份，北起顺时针与阿韦龙省、埃罗省、奥德省、上加龙省和塔恩-加龙省接壤。
与达米亚特接壤的市镇（或旧市镇、城区）包括：卡巴内斯、菲亚克、米塞克勒、穆莱雷斯、皮卡尔韦勒、圣保罗卡普德茹、塞尔维耶斯、泰索德。

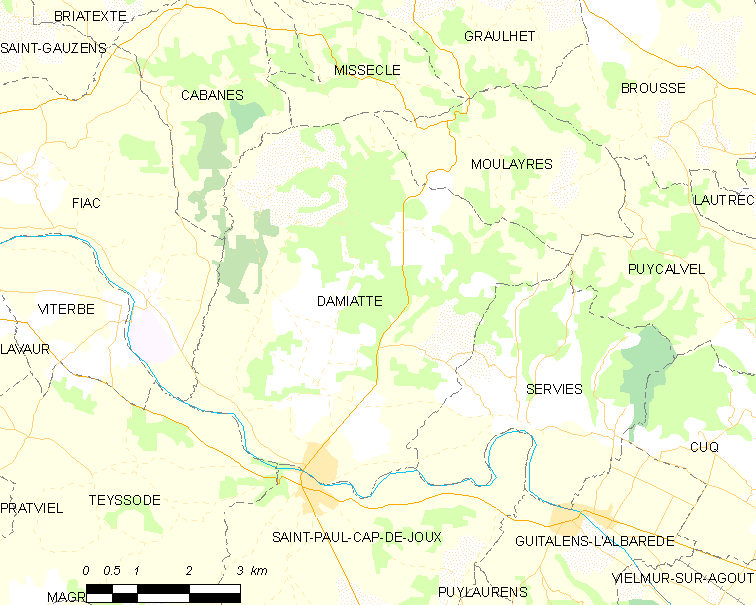
达米亚特的OSM定位图

达米亚特的时区为UTC+01:00、UTC+02:00（夏令时）。

## 行政
达米亚特的邮政编码为81220，INSEE市镇编码为81078。

## 政治
达米亚特所属的省级选区为阿古平原县。

## 人口

1962-2008年间达米亚特人口变化图示

达米亚特于2022年1月1日时的人口数量为1067人。